# Едуард фон Сімсон
Мартін Едуард фон Сімсон (нім. Martin Eduard Sigismund von Simson; 10 листопада 1810, Кенігсберг — 2 травня 1899, Кройцберг) — німецький політичний діяч і юрист.

## Біографія
Мартін Едуард фон Сімсон народився 10 листопада 1810 року в місті Кенігсберзі в заможній єврейській родині.
У 1835 році був призначений професором римського права і суддею при Кенігсберському трибуналі.
У 1848 році Сімсон був обраний від Кенігсберга у франкфуртський парламент, а через кілька місяців — обійняв місце президента Франкфуртських національних зборів. Як президент франкфуртського парламенту, Сімсон першим підписав своє ім'я під Конституцією німецького народу, a потім він перебував разом з Габріелем Риссером на чолі депутації, яка запропонувала Фрідріху-Вільгельму IV імператорську корону.
В значній мірі конституція 1848 року була справою рук Симсона, несучи на собі відбиток його особистості. Після відмови короля від запропонованої йому корони Сімсон пішов з національного зборів.
У 1849 році Сімсон був обраний в прусський ландтаг. У 1860—1861 роках Сімсон був головою прусської палати депутатів, a в 1867 році північно-німецького парламенту і як його голова в 1871 році подарував Вільгельму імператорську корону.
З 1871 по 1874 роки Сімсон був головою рейхстагу.
У 1869 році канцлер Бісмарк надав йому пост президента заснованого тоді касаційного суду у Франкфурті-на-Одері. З підставою Імперського верховного та Дисциплінарного судів в Лейпцизі в 1879 році Сімсон став їх першим президентом, займаючи цей пост протягом 12 років, аж до виходу на пенсію.

## Праці
- «Geschichte des Königsbergers Obertribunals». — Сер.: Когут, «Знам. євреї»; Енц. слів. Брокг.-Ефр.; Jew. Enc., XI, 376.